# Quai Timmermans
Le quai Timmermans ou quai François Timmermans est une artère liégeoise, sur la rive gauche de la Meuse, qui va du quai Vercour au quai Banning, dans le quartier administratif de Sclessin.

## Situation
Le quai est une voie rapide (deux bandes de circulation automobile dans chaque sens) longeant la rive gauche de la Meuse et reliant, de l'amont vers l'aval, le quai Vercour (stade de Sclessin) au quai Banning (Val-Benoît) via un rond-point. Le quai est surmonté par le viaduc ferroviaire de Renory franchissant la Meuse.

## Description
Mesurant environ 1 600 m, ce quai est un des plus longs de la ville de Liège. Il est jalonné par des entreprises de moyennes et de grandes superficies ayant rapport avec l'industrie automobile (garages, stations-service) ou autres (plastiques, domaine médical) ainsi que par une usine des Ateliers de la Meuse. La station de pompage n°18 se situe à l'angle du quai et de la rue Schlemmer.

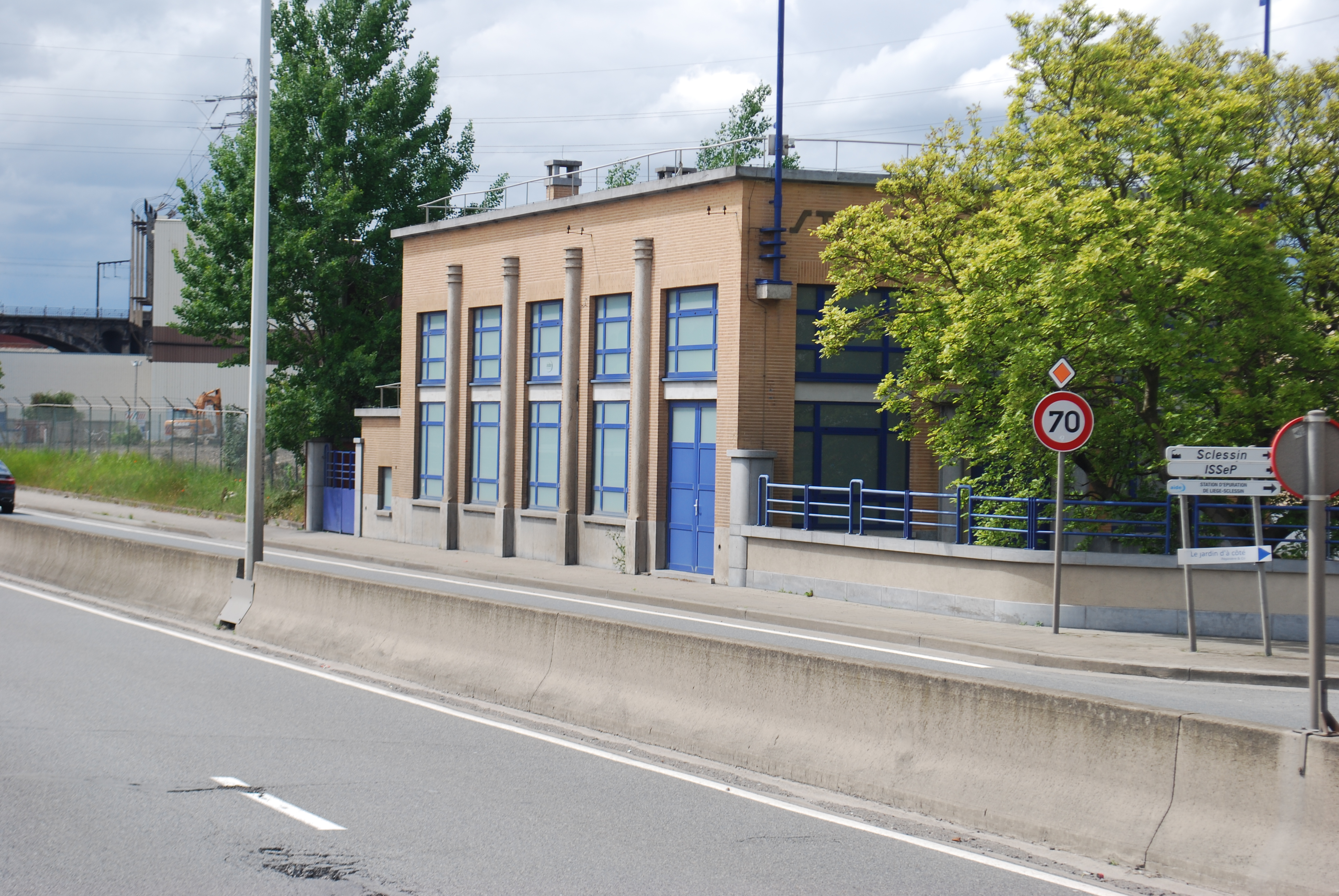
La station de pompage n°18

## Odonymie
Ce quai s'appelait depuis 1871 le quai de l'Industrie. Il prend ensuite le nom de quai Timmermans pour rendre hommage à François Timmermans (1848-1928), directeur des Ateliers de la Meuse à partir de 1886.

## Voies adjacentes
- Quai Vercour
- Rue de la Scierie
- Rue de l'Île-aux-Corbeaux
- Rue de Jemeppe
- Rue de l'Île-Coune
- Rue Schlemmer
- Rue de la Préfecture
- Rue du Laminoir
- Rue de la Canonnerie
- Rue Armand Stévart
- Quai Banning